# 912 Maritima
912 Maritima este un asteroid din centura principală, descoperit pe 27 aprilie 1919, de Arnold Schwassmann.